# Epischura
Epischura là một chi động vật giáp xác Copepoda thuộc họ Temoridae, có các loài sau:
- Epischura baikalensis G. O. Sars, 1900
- Epischura chankensis Rylov, 1928
- Epischura fluviatilis Herrick, 1883
- Epischura lacustris S. A. Forbes, 1882
- Epischura massachusettsensis Pearse, 1906
- Epischura nevadensis Lilljeborg, 1889
- Epischura nordenskioldi Lilljeborg, 1889
- Epischura smirnovi Borutsky, 1961
- Epischura udylensis Borutsky, 1947
- Epischura vagans (Pickering, 1844)